# McHenry County, North Dakota
McHenry County är ett administrativt område i delstaten North Dakota, USA, med 5 395 invånare. Den administrativa huvudorten (county seat) är Towner.

## Geografi
Enligt United States Census Bureau har countyt en total area på 4 952 km². 4 854 km² av den arean är land och 98 km² är vatten.

### Angränsande countyn
- Bottineau County - nord
- Pierce County - öst
- Sheridan County - sydöst
- McLean County - sydväst
- Ward County - väst
- Renville County - nordväst